# Connolly Leather
Connolly Leather Ltd war ein britisches Unternehmen zur Lederherstellung und -verarbeitung aus Ashford in der Grafschaft Kent, das sich als Automobilzulieferer für Marken aus dem obersten Preissegment einen Namen machte.
Das Unternehmen erwuchs aus einer Londoner Schusterei, die sich auf Schnellreparaturen spezialisiert hatte. Im Jahre 1878 richteten John Joseph und Samuel Frederick Connolly ihr Geschäft neu aus und stellten in der Folge hauptsächlich Leder für das Interieur von Kutschen her, wobei sie auch den königlichen Hof belieferten. Unter anderem spielte das Unternehmen bei der Krönung von Edward VII. im Jahre 1902 eine Rolle als Sattler der Krönungskutsche.
In seiner Blütezeit belieferte das Unternehmen nahezu alle Edelmarken der britischen Automobilindustrie, wie Aston Martin, Lagonda, Rolls-Royce, Bentley, Jaguar und Rover. Auch ausländische Hersteller verwendeten Connolly-Leder, zum Beispiel Maserati, Ferrari, sowie Lincoln. Bis zum Produktionsende galt Connolly-Leder als eines der wertvollsten Interieurmaterialien überhaupt.
Neben den späteren Hauptwerken in Ashford und Northampton gründete das Unternehmen in den neunziger Jahren weitere Werke im Ausland. Eine Zusammenarbeit mit US-Unternehmen schlug durch mangelnde Bekanntheit fehl.
1998 erwarb der britische Modedesigner, Einzelhändler und Gründer des Modelabels Joseph, Joseph Ettedgui, die Marke Connolly Luxury Goods. Ettedguis Frau Isabel war Chef-Designerin bei Connolly und hatte bereits Anfang der 1990er Jahre die Erweiterung des Connolly-Sortiments angeregt. Unter Ettedguis Leitung eröffnete ein von Andrée Putman konzipierter Flagshipstore in der Londoner Conduit Street, welcher bis heute besteht. Connolly London vertreibt Lederaccessoires, -bekleidung, -taschen und -Reisegepäck im gehobenen Preissegment.
Die Produktion des Leders für die Automobilausstattung wurde im Jahr 2000 eingestellt und im Jahre 2002 meldete das Unternehmen Konkurs an.
Das letzte mit Connolly-Leder gebaute Auto ist der Pontiac Bonneville SSEi; bis zum Einstellen des Modells 2005 wurde mit Connolly-Leder gearbeitet.